# Jab Harry Met Sejal
Jab Harry Met Sejal (Alternativtitel: Eine Reise für die Liebe, Hindi: जब हैरी मेट सेजल, übersetzt: Als Harry Sejal traf) ist eine romantische Hindi-Film-Komödie von Imtiaz Ali aus dem Jahr 2017. In den Hauptrollen spielen Anushka Sharma und Shah Rukh Khan in ihrer dritten Zusammenarbeit nach Ein göttliches Paar (2008) und Solang ich lebe – Jab Tak Hai Jaan (2012).

## Handlung
Harinder „Harry“ Singh Nehra arbeitet als Touristenführer in Europa. Der einsame, aber freundliche und hilfsbereite Frauenheld, der sich selbst als „billigen Halunken“ bezeichnet, flirtet oft mit seinen Kundinnen und gefährdet dadurch seinen Job.
Nachdem er eine Reisegruppe am Flughafen abgesetzt hat, trifft Harry plötzlich auf Sejal Jhaveri, die gerade noch den Heimweg antrat. Sie hat während der Stadtführung ihren Verlobungsring verloren und bittet Harry, ihr bei der Suche zu helfen. Er zögert, aber um eine Beschwerde von Sejal zu verhindern, die ihn seinen Job kosten könnte, willigt er ein. Im Laufe der Reise freunden die beiden sich an. So erzählt er ihr, dass er sein Dorf Nurmahal verlassen hat und nach Kanada gezogen ist, um Sänger zu werden, was jedoch nicht erfolgreich war, und so wurde er langsam zum Reiseleiter.
Die Suche nach dem Ring führt Harry und Sejal von der Hauptstadt der Niederlande über die Tschechiens, Ungarns und Portugals. Dabei verliebt sich Harry in Sejal, verrät es ihr aber nicht, da er weiß, dass sie mit Rupen verlobt ist. Bald erfahren sie, dass ein Krimineller, Ghyassuddin Mohammed Qureshi alias „Gas“, den Ring gestohlen hat. Sie gehen zu Gas, um den Ring zurückzuholen, aber da wird Harry von Gas’ Männern verprügelt. Später, als Sejal in ihrer Tasche nach Antiseptika für Harry sucht, findet sie den Ring und stellt fest, dass er die ganze Zeit in ihrer Tasche war. Sie sagt es Harry jedoch nicht, da sie noch mehr Zeit mit ihm verbringen möchte und sich auch in ihn verliebt.
Am nächsten Tag fliegen Harry und Sejal nach Frankfurt am Main zur Hochzeit zwischen Harrys Freund Mayank und Irina, wo die beiden über ihre Beziehung befragt werden, da die Chemie zwischen ihnen offensichtlich stimmt. Nach der Hochzeit geraten Harry und Sejal in einen Streit darüber. Harry gesteht sich seine Gefühle für Sejal nicht ein, da er denkt, nicht gut genug für sie zu sein, und sie beschließt, nach Hause zu fliegen.
Am Flughafen zeigt Sejal Harry den Ring und erzählt ihm, dass sie ihn vor ein paar Tagen gefunden hat und dass er die ganze Zeit in ihrer Tasche war. Er bittet sie, auf sich aufzupassen und verabschiedet sich von ihr.
Sie kehrt nach Indien zurück, und er nimmt seine Arbeit wieder auf, beginnt sie jedoch zu vermissen und wird traurig, weil er sich bei der Arbeit nicht konzentrieren kann. Auf Mayanks Drängen hin fliegt Harry nach Mumbai, um zu ihrer Hochzeit zu gehen, in der Hoffnung, mit ihr über seine nicht offenbarten Gefühle zu sprechen, bevor sie heiratet. Als er am Veranstaltungsort ankommt, erfährt er, dass Sejals Hochzeit abgesagt wurde. Er geht hinaus und findet sie draußen sitzend vor. Sie sprechen schließlich ihre Gefühle füreinander aus, küssen sich und fahren in Harrys Dorf Nurmahal im Punjab, wo er sich mit seiner Familie wiedervereinigt und Sejal heiratet.

## Produktion
In Jab Harry Met Sejal sollte es ursprünglich um einen Mann gehen, der versucht, Selbstmord zu begehen. Nachdem Khan jedoch Ali getroffen hatte, schlug ersterer vor, die Geschichte neu zu beleben und einen fröhlicheren Film daraus zu machen. Die Produktion des Films begann im April 2016 und die Pläne für die Dreharbeiten wurden in der ersten Augusthälfte 2016 bekannt gegeben, als der Film den Arbeitstitel Production No. 52 trug. Sharma benötigte mehrere Monate Diktionstraining, um sich auf ihre Rolle vorzubereiten, da ihre Figur aus dem indischen Bundesstaat Gujarat stammt. Sie beschreibt ihre Figur als „sehr oberflächlich, sie hat als Person keine Tiefe. Es gibt keine Ähnlichkeit mit mir. Aber ihre Moral und ihre Werte der Selbstachtung sind etwas, mit dem ich mich identifizieren kann. Aber ansonsten ist die Figur von Natur aus ziemlich impulsiv.“
Der Film wurde während seiner Produktionsphase mehrfach umbenannt, von The Ring über Rahnuma bis hin zu Raula, bis er schließlich den Namen Jab Harry Met Sejal erhielt. Als der Filmtitel schließlich bekanntgegeben wurde, gab es erhebliche Gegenreaktionen von Leuten, die behaupteten, dass es sich um eine Kopie des kultigen Hollywood-Films Harry und Sally (im Original: When Harry Met Sally) aus dem Jahr 1989 handeln müsse oder dass er von diesem inspiriert worden sein müsse. Entgegen der landläufigen Meinung haben die beiden Filme jedoch keine Ähnlichkeit oder Verbindung zueinander, außer dass sie demselben Genre angehören und die beiden Protagonisten sich anfangs fremd sind. Khan erklärte: „Harry und Sally ist eine der größten Liebesgeschichten, die je in der Geschichte des Weltkinos gedreht wurden. Unser Film hingegen ist ziemlich originell, eine lustige Liebesgeschichte von Imtiaz Ali. Aber es ist ein Ableger von diesem Film, denn er ist ein Klassiker. Es ist eine Art Zuschreibung.“

## Musik
Der Soundtrack zum Film wurde am 3. August 2017 veröffentlicht.
| #  | Titel                   | Sänger/in                                                | Länge |
| -- | ----------------------- | -------------------------------------------------------- | ----- |
| 1  | Radha                   | Sunidhi Chauhan, Shahid Mallya                           | 5:02  |
| 2  | Beech Beech Mein        | Arijit Singh, Shalmali Kholgade, Shefali Alvares         | 3:26  |
| 3  | Safar                   | Arijit Singh                                             | 6:05  |
| 4  | Butterfly               | Dev Negi, Sunidhi Chauhan, Aman Trikha, Nooran Sisters   | 3:57  |
| 5  | Hawayein                | Arijit Singh                                             | 4:50  |
| 6  | Parinda                 | Pardeep Singh Sran                                       | 3:12  |
| 7  | Ghar                    | Nikhita Gandhi, Mohit Chauhan                            | 3:41  |
| 8  | Yaadon Mein             | Jonita Gandhi, Mohammed Irfan, Cuca Roseta, Arjun Chandy | 5:35  |
| 9  | Raula                   | Diljit Dosanjh, Neeti Mohan                              | 4:16  |
| 10 | Jee Ve Sohaneya         | Nooran Sisters                                           | 4:10  |
| 11 | Phurrr (Film Version)   | Mohit Chauhan, Tushar Joshi                              | 3:25  |
| 12 | Hawayein (Film Version) | Arijit Singh                                             | 5:07  |
| 13 | Parinda (Searching)     | Tochi Raina, Nikhil D’Souza                              | 4:16  |

## Kritik
Das Lexikon des internationalen Films schrieb zu Jab Harry Met Sejal: „Routinierte Mischung aus komödiantischen Dialogen, humoristischen Actioneinlagen und Musiknummern, die ganz auf den Charme der Hauptdarsteller setzt.“ Die Redaktion von Cinema.de kritisierte die dünne, haarsträubende Story und den 22-jährigen Altersunterschied der Protagonisten und schlussfolgerte: „RomCom, der die Motivation und das Knistern fehlt“.